# Raumfahrtzentrum Guayana

Karte des Centre Spatial Guyanais

Das Raumfahrtzentrum Guayana (kurz CSG von französisch Centre spatial guyanais, auch englisch Guiana Space Centre) bei Kourou in Französisch-Guayana (Südamerika) ist ein Weltraumbahnhof, von dem seit 1979 die Ariane- und Vega-Raketen des europäischen Raumtransportunternehmens Arianespace starten. Hausherr des Geländes ist die französische Raumfahrtagentur CNES. Das Raketenzentrum ist der wichtigste Arbeitgeber des Landes.

## Geographie
Das CSG ist einer der am günstigsten gelegenen Raketenstartplätze der Welt. Es ist nur 580,2 km vom Äquator entfernt (5° 13′ 18″ N). Dadurch verleiht die Erdrotation einer dort startenden Rakete einen horizontalen Geschwindigkeitsbeitrag von 461 m/s in Richtung Osten. Außerdem ist es bei einem äquatornahen Start einfacher, geostationäre Satelliten in die geostationäre Transferbahn zum Erreichen der geostationären Umlaufbahn zu bringen. Ein weiterer Vorteil des Standorts besteht darin, dass die Startrichtung zum Erreichen der wichtigsten von den Trägerraketen angeflogenen Umlaufbahnen (die geostationäre Transferbahn und die sonnensynchrone Umlaufbahn) über den Atlantik führt und so beim Raketenstart keine Menschen gefährdet werden. Rund um die Startbasis befinden sich keine Siedlungen, Farmen oder Wirtschaftsgebäude, dafür ausgedehnte Wälder und Sumpfgebiete.
Außerdem besteht wenig Gefahr von Erdbeben oder tropischen Wirbelstürmen.

## Geschichte

### Französisches Raumfahrtzentrum 1964–1975
Das Raumfahrtzentrum wurde 1964 von Frankreich errichtet. Noch im selben Jahr startete dort die erste Rakete, eine Höhenforschungsrakete vom Typ Véronique. Die erste Trägerrakete, die vom CSG aus startete, war eine französische Diamant. Von CSG aus starteten vom 10. März 1970 bis zum 27. September 1975 fünf Diamant-B und drei Diamant-BP4.
Am 5. November 1971 war der einzige Start einer Europa-2-Rakete, die von der European Launcher Development Organisation (ELDO) gebaut wurde. Für diesen Typ wurde die Startrampe ELE (l’Ensemble de Lancement Europa) gebaut, aber die Rakete war ein Misserfolg und das Programm wurde eingestellt.

### Gründung der ESA, Startrampe ELA-1

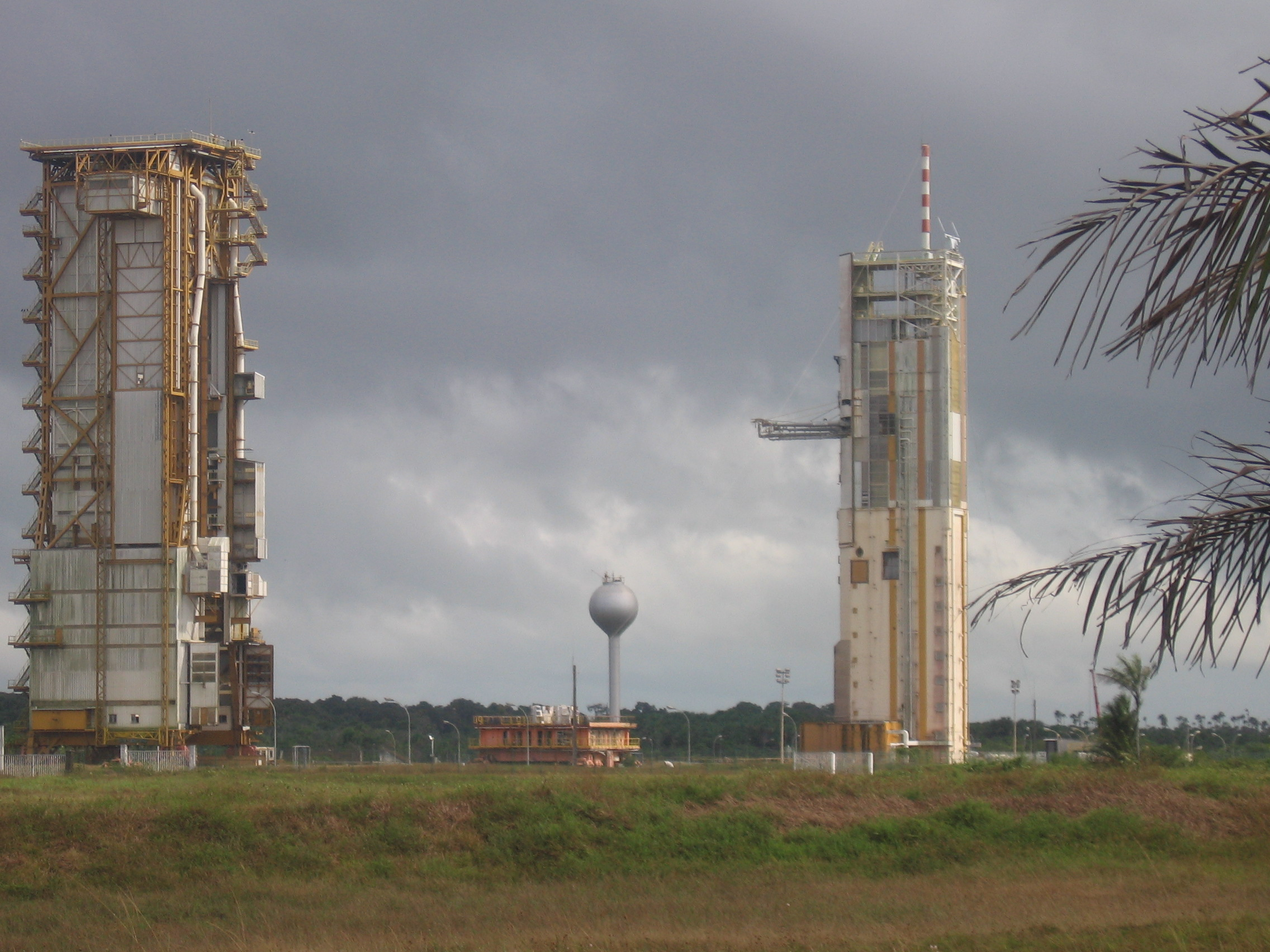
Die stillgelegte Startrampe ELA-2

Infolge der Gründung der ESA im Jahr 1975 stand das Raumfahrtzentrum auch für deren Aktivitäten zur Verfügung. Für die gemeinsame europäische Rakete vom Typ Ariane wurde zwischen 1975 und 1978 die Startrampe ELE zur ELA (Ensemble de Lancement Ariane) umgebaut, was größtenteils von Frankreich finanziert wurde. Am 24. Dezember 1979 war der erste Start einer Ariane 1 von der jetzt ELA-1 genannten Startrampe. Die Startrampe ELA-1 konnte aufgrund der großen Ähnlichkeit zwischen Ariane 1 und ihren Nachfolgemodellen Ariane 2 und 3 auch für diese genutzt werden. Nach dem letzten Start einer Ariane 3 am 11. Juli 1989 wurde die Startrampe ELA-1 stillgelegt.

### 1988/89: Startrampen ELA-2 und -3

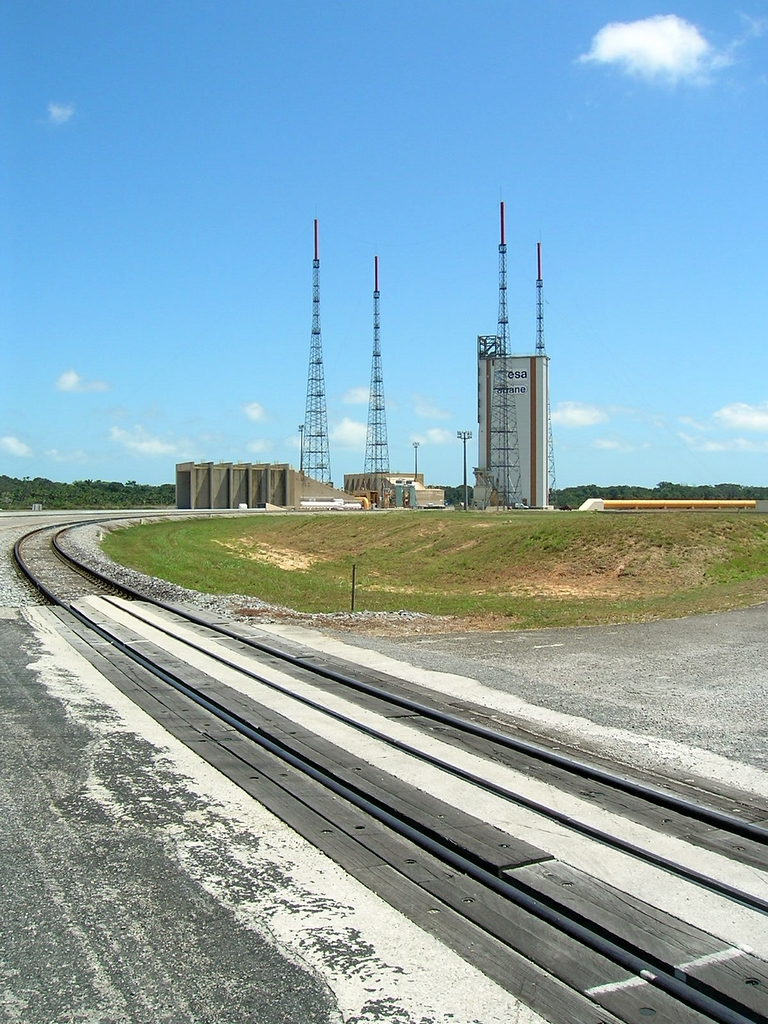
Startplatz ELA-3 der Ariane 5 im Weltraumzentrum Guayana. Die vier Masten sind Blitzableitertürme

Blick auf das Raumfahrtzentrum Centre Spatial Guyanais (CSG)

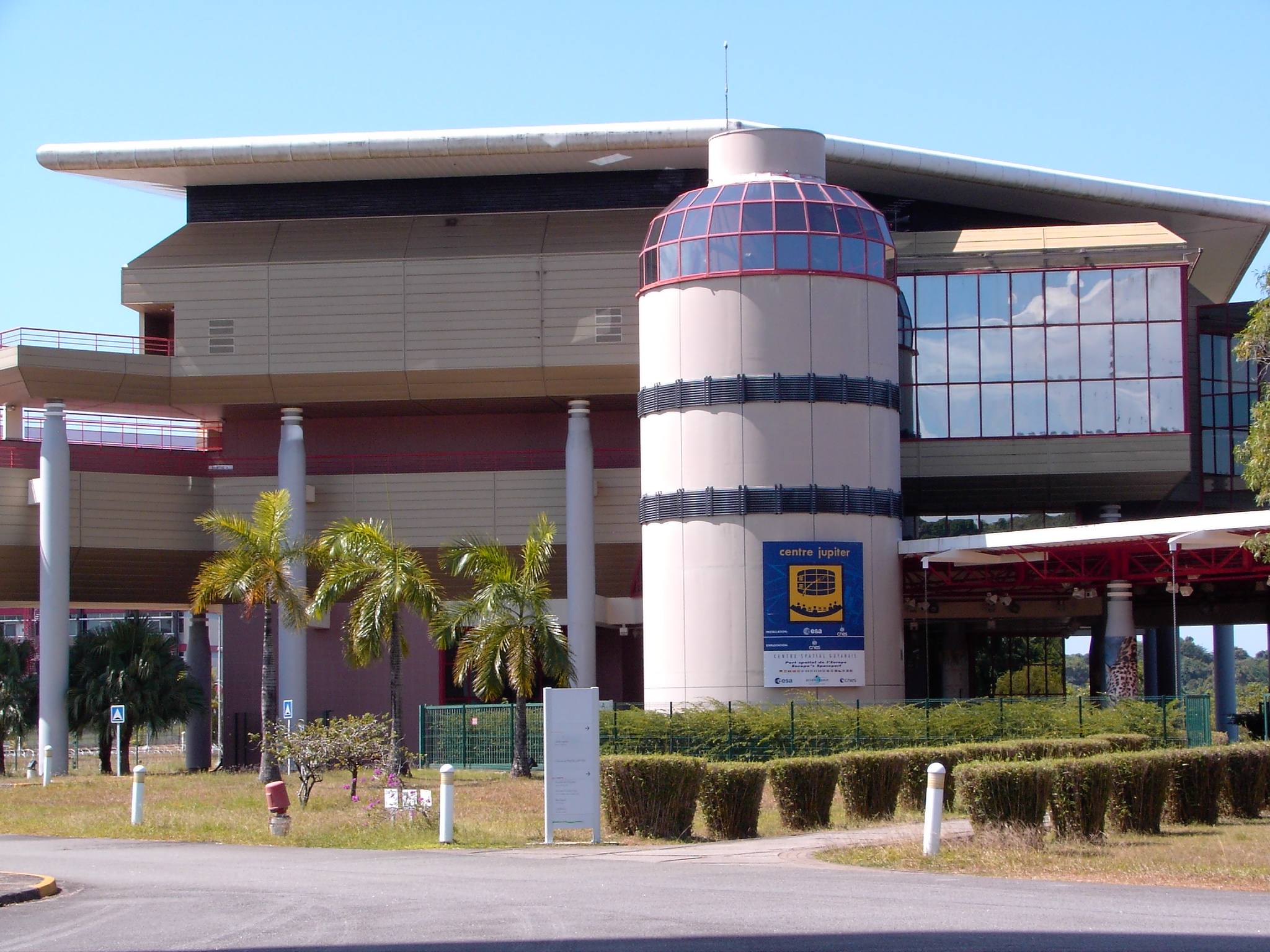
Jupiter-Kontrollzentrum vom Centre Spatial Guyanais

Für die Ariane 4 wurde die neue Startrampe ELA-2 errichtet, deren erstes Exemplar am 15. Juli 1988 von ihr startete. Der erste Start von ELA-2 erfolgte jedoch schon am 26. März 1986 mit einer Ariane 3. Nach dem letzten Start einer Ariane 4 am 15. Februar 2003 wurde die Startrampe ELA-2 stillgelegt. Für die völlig neu entwickelte Ariane 5 musste eine neue Startrampe errichtet werden, diese erhielt den Namen ELA-3. Die erste Ariane 5 startete von ihr am 4. Juni 1996. Der letzte Start einer Ariane 5 erfolgte am 5. Juli 2023. Ab frühestens 2026 soll ELA-3 für Starts der Vega-E genutzt werden.

### 2004: Startrampe ELS
Anfang 2004 wurde mit dem Bau der Startrampe ELS (l’Ensemble de Lancement Soyouz) für die russischen Sojus-Raketen begonnen. Der erste Start war für Sommer 2011 geplant, wurde jedoch auf Oktober 2011 verschoben. Hierfür wurde ein russisch-europäischer Vertrag geschlossen, der den europäischen Weltraumorganisationen erlaubte, Sojus-Raketen für ihre Zwecke zu benutzen. Die entsprechenden russischen Organisationen durften im Gegenzug Starts von Kourou als Alternative zu ihrem eigenen Weltraumbahnhof in Baikonur (Kasachstan) durchführen. Vom CSG konnte die Sojus wegen der geringeren Entfernung zum Äquator schwerere Nutzlasten ins All befördern. Arianespace konnte damit kommerziellen Kunden eine kostengünstigere Alternative zur Ariane-5-Rakete für mittlere Nutzlasten anbieten. Während der Transport von etwa zehn Tonnen durch die Ariane rund 150 Millionen Euro kostet, transportierte die Sojus-Rakete circa drei Tonnen zu etwa dem halben Preis in die geostationäre Umlaufbahn. Bemannte Starts waren von dieser Startrampe jedoch nicht möglich. Der erste Start erfolgte am 21. Oktober 2011 mit zwei Satelliten des europäischen Satellitennavigationssystems Galileo. Jährlich erfolgten zwei bis vier Starts, insgesamt waren es 27 Starts. Der letzte Start war am 10. Februar 2022 mit 34 OneWeb-Satelliten. In der Folge des Überfalls auf die Ukraine wurden für die Zukunft alle Starts auf dieser Startrampe abgesagt. Das Personal der russischen Organisationen für den Betrieb der Startrampe wurde abgezogen und die Einrichtungen geschlossen.

### 2004: Startrampe ELV
Ende 2004 wurde mit dem Umbau der Startrampe ELA-1 begonnen, um von dieser nun ELV (l’Ensemble de Lancement Vega) genannten Startrampe aus die für kleinere Nutzlasten zwischen 300 und 2500 kg neu entwickelte europäische Trägerrakete Vega starten zu können. Der Erststart erfolgte als Qualifikationsflug am 13. Februar 2012 und transportierte neun Satelliten, darunter sieben Pikosatelliten europäischer Universitäten, in die Umlaufbahn. Von dieser Startrampe startete am 13. Juli 2022 auch die erste Vega-C.

### 2017: Startrampe ELA-4
Für die Ariane 6 wurde ab 2017 die neue Startrampe ELA-4 errichtet. Der erste Start von dort erfolgte am 9. Juli 2024.

### 2024: Nutzung ehemaliger Startrampen durch Start-up-Unternehmen
Die Diamant-Startrampe ist seit langer Zeit nicht mehr in Betrieb, besteht aber noch. Es gibt einen Vertrag mit Isar Aerospace, dass von dieser Startrampe die Spectrum-Rakete starten soll. Die zweistufige Spectrum zielt auf den Start von kleinen Nutzlasten ab und soll bis zu 1000 kg in LEO bringen können. Auch die Rocket Factory Augsburg wird voraussichtlich ab 2025 die Startrampe für ihre Rakete nutzen.
Die teilweise wiederverwendbare Rakete Maia soll ab 2026 die ehemalige Startrampe ELS nutzen.

## Startbetrieb
Starts können auch von nicht-europäischen Unternehmen und Raumfahrtorganisationen bei dem Startanbieter Arianespace gebucht werden, der nach der Einführung einer ESA-Rakete diese von der ESA übernimmt und die weiteren Starts durchführt. Dazu kauft Arianespace die Raketen oder Teile davon bei den von der ESA ausgewählten Herstellern ein. Außerdem bezahlt die ESA zwei Drittel der jährlichen Betriebskosten des Centre Spatial Guyanais.

## Infrastruktur
Die Infrastruktur des Weltraumbahnhofs besteht aus Gebäuden für die Startvorbereitung von Raketen und Satelliten, Startrampen, dem Startkontrollzentrum und einer Fabrik und Lagertanks für Raketentreibstoff. Es gibt derzeit fünf Startrampen: die inzwischen stillgelegten Startrampen ELA-1 für die Ariane 1, Ariane 2 und 3 und ELA-2 für die Ariane 4, ELS für Sojus-Raketen, ELA-3 für die Ariane 5 sowie die aktiven Startrampen ELA-4 für die Ariane 6, sowie ELV für Vega-Raketen.
Brandschutz wird dabei von einer Abteilung der Feuerwehr von Paris (Brigade de sapeurs-pompiers de Paris; Teil der Armee Frankreichs) gewährleistet, während die Gendarmerie nationale sowie die Fremdenlegion für den Schutz des Geländes zuständig sind.
Das Raketenstartgelände und die zugehörigen Einrichtungen wie die Treibstoffproduktion sind für 20 % des Stromverbrauchs des gesamten Landes verantwortlich. Ein ehrgeiziger Plan soll die Abhängigkeit von der nationalen Stromproduktion reduzieren und 90 % der benötigten Energie bis 2025 selbst erzeugen und dabei den Kohlendioxidausstoß reduzieren und die Klimaziele bereits vor dem Stichdatum erreichen. Dafür sind zwei Maßnahmen vorgesehen: Solarfelder mit einer Leistung von 10 MW peak sollen ab 2023 Strom liefern. Die Solarzellen sollen dabei Brennstoffzellen aufladen. Dabei sollen 50 GWh pro Jahr eingespart werden, und der ökologische Fußabdruck soll damit um 45.000 Tonnen Kohlendioxid verringert werden. Zwei Biomasseanlagen unter der Führung eines unabhängigen Betreibers sollen Biogas erzeugen, welches dann für den Betrieb der Gebäudekühlung benutzt werden soll.

## Startrampen
- ELA-1 (Ariane 1, Ariane 2, Ariane 3)
- ELA-2 (Ariane 4)
- ELA-3 (Ariane 5, geplant: Vega-E)
- ELA-4 (Ariane 6)
- ELV (Vega, Vega-C)
- ELS (Sojus)

## Bodenstationen
Zur Überwachung der Starts befinden sich einige Bodenstationen und Radare rund um das Raumfahrtzentrum:
- Bretagne-1 Radar: südlich von Kourou
- Adour-2 Radar:  In der Nähe der Wetterstation
- Bretagne-2 Radar: In Cayenne
- Amazonie-1 Radar: Auf dem Pariacabo in Kourou, ersetzt Adour-2
- Amazonie-2 Radar: Mobil entweder im Osten oder Norden von Französisch-Guyana
- optischer Kinetheodolit: Auf St Joseph
- Kourou Galliot Bodenstation: Empfang der Signale von Raketen und anderen Satelliten
- Kourou Diane Bodenstation: Teil von ESTRACK

Zur Verfolgung nach der unmittelbaren Startphase werden weitere Bodenstationen genutzt, unter anderem in:
- Natal
- Ascension
- Libreville
- Malindi
- Santa Maria
- New Norcia
- Bermuda
- St. Hubert

## Wirtschaftliche Bedeutung
Das Raumfahrtzentrum ist von überragender wirtschaftlicher Bedeutung für Französisch-Guayana. Bereits 1995 trug es 30 % des gesamten Bruttoinlandsproduktes des Übersee-Départements bei.